# Кратність хімічного зв'язку
Кратність хімічного зв'язку — кількість хімічних зв'язків між двома атомами, утворених парами електронів.
Якщо в утворенні зв'язку між двома атомами бере участь лише одна електронна пара, то зв'язок називають одинарним, а якщо більш ніж одна — кратним. Серед останніх розрізняють:
- подвійний зв'язок
- потрійний зв'язок
- чотирикратний зв'язок
- п'ятикратний зв'язок
- шестикратний зв'язок

В органічній хімії можна виділити сполуки з двома багатократними зв'язками:
- ізольовані багатократні зв'язки; ізольовані подвійні зв'язки
- кон'юговані багатократні зв'язки; кон'юговані подвійні зв'язки
- кумульовані багатократні зв'язки; кумульовані подвійні зв'язки

У речовинах з делокалізованими σ- чи π-зв'язками можуть бути також не цілочисельні значення кратності хімічного зв'язку. Наприклад бензол чи графіт мають значення кратності хімічного зв'язку 1,5 чи 1,33.